# Блаженко Микола Зіновійович
Микола Зіновійович Блаженко (нар. 30 липня 1965, м. Новосибірськ) — український оперний, концертно-камерний співак, актор, педагог. Заслужений артист України (2015).

## Життєпис
Микола Блаженко народився 30 липня 1965 року в Новосибірську.
Закінчив музичний відділ Чортківського педагогічного училища (1988, нині гуманітарно-педагогічний коледж), Львівську консерваторію (1995, нині національна музична академія). 
Працював вчителем музики Чортківської загальноосвітньої школи № 7 (1988—1991), від 1995 — соліст-вокаліст Тернопільського обласного драматичного театру (нині академічний). У репертуарі: близько 100 романсів та пісень, понад 40 арій із опер.
Соліст-вокаліст та художній керівник Тернопільського муніципального духового оркестру «Оркестра Волі».

## Ролі
Окремі ролі
- Влас — «Морфій» за М. Булгаковим,
- князь Ескал «Ромео і Джульєта» за В. Шекспіром,
- Гервасій «Мартин Боруля» І. Карпенка-Карого,
- Степан — «Ревізор» М. Гоголя,
- Петро — «Сотниківна» Б. Мельничука за Б. Лепким,
- Оврам — «Патетична соната» М. Куліша;
- в оперетах: 
  - Барон, Фальк, князь Орловський — «Циганський барон», «Летюча миша» Й. Штрауса,
  - Мартен — «Ніч в Парижі» Ж. Оффенбаха,
  - Гондольєр «Труфальдино із Берґамо» за К. Гольдоні.

Здійснив музичне оформлення вистави «Маклена Ґраса» М. Куліша.

## Нагороди та відзнаки
- Заслужений артист України (21 серпня 2015) — за значний особистий внесок у державне будівництво, консолідацію українського суспільства, соціально-економічний, науково-технічний, культурно-освітній розвиток України, активну громадську діяльність, вагомі трудові здобутки та високий професіоналізм[4];
- дипломант першого Міжнародного конкурсу камерних виконавців (1993);
- лауреат другого Міжнародного конкурсу оперних співаків імені Соломії Крушельницької (1994, м. Львів).